# 22924 Deshpande
22924 Deshpande è un asteroide della fascia principale. Scoperto nel 1999, presenta un'orbita caratterizzata da un semiasse maggiore pari a 2,7709445 UA e da un'eccentricità di 0,1767465, inclinata di 9,92445° rispetto all'eclittica.